# 蓬泰-德洛利奥
蓬泰-德洛利奥，是意大利皮亚琴察省的一个市镇。总面积43平方公里，人口5068人，人口密度117.9人/平方公里（2009年）。ISTAT代码为033036。